# Groot-Bijgaarden
Groot-Bijgaarden (Frans: Grand-Bigard) is een plaats in de Belgische provincie Vlaams-Brabant en een deelgemeente van Dilbeek gelegen in het Pajottenland. Op deelgemeente Dilbeek na is Groot-Bijgaarden met ruim zevenduizend inwoners binnen de fusiegemeente de kern met het hoogste inwoneraantal. Het dorp is sterk verstedelijkt en vergroeid met de Brusselse agglomeratie.

## Toponymie
De naam 'Bijgaarden' is afgeleid van het Germaanse woord gardaz "omheining; tuin" uit PIE *ǵʰortós of *ǵʰórdʰos. 'Groot-' werd er later aan toegevoegd om het verschil met Klein-Bijgaarden in Sint-Pieters-Leeuw aan te duiden. De eerste vermelding van Bijgaarden is onder de naam Bigardis in 1110.

## Geschiedenis
Volgens de sage, heeft Wivina van Bijgaarden in het jaar 1127 het ouderlijke huis ontvlucht, om samen met enkele gelijkgestemde zielen een kluizenaars bestaan te leiden in de bossen nabij Groot-Bijgaarden. Aldaar zouden ze een eenvoudig oratorium en enkele simpele kluizenaarswoningen gebouwd hebben: later Sint-Wivina-abdij.

## Bezienswaardigheden
- Het Kasteel van Groot-Bijgaarden: 17e-eeuws kasteel in zand- en baksteenstijl, met stenen brug
- Het Pampoelhuis: gebouwd met het materiaal van het afgebroken Pampoelhuis van Ganshoren
- Het Sint-Wivinaklooster: in de 12e eeuw gesticht door de later heilig verklaarde Wivina van Bijgaarden
- De Sint-Egidiuskerk: 18e-eeuwse kerk in classicistische stijl, met 16e-eeuwse toren
- De Heilige Familiekerk
- De Sint-Dominicus Saviokerk
- De Sint-Wivinakapel
- Het Signaal van Zellik: ontwerp van Jacques Moeschal

## Galerij

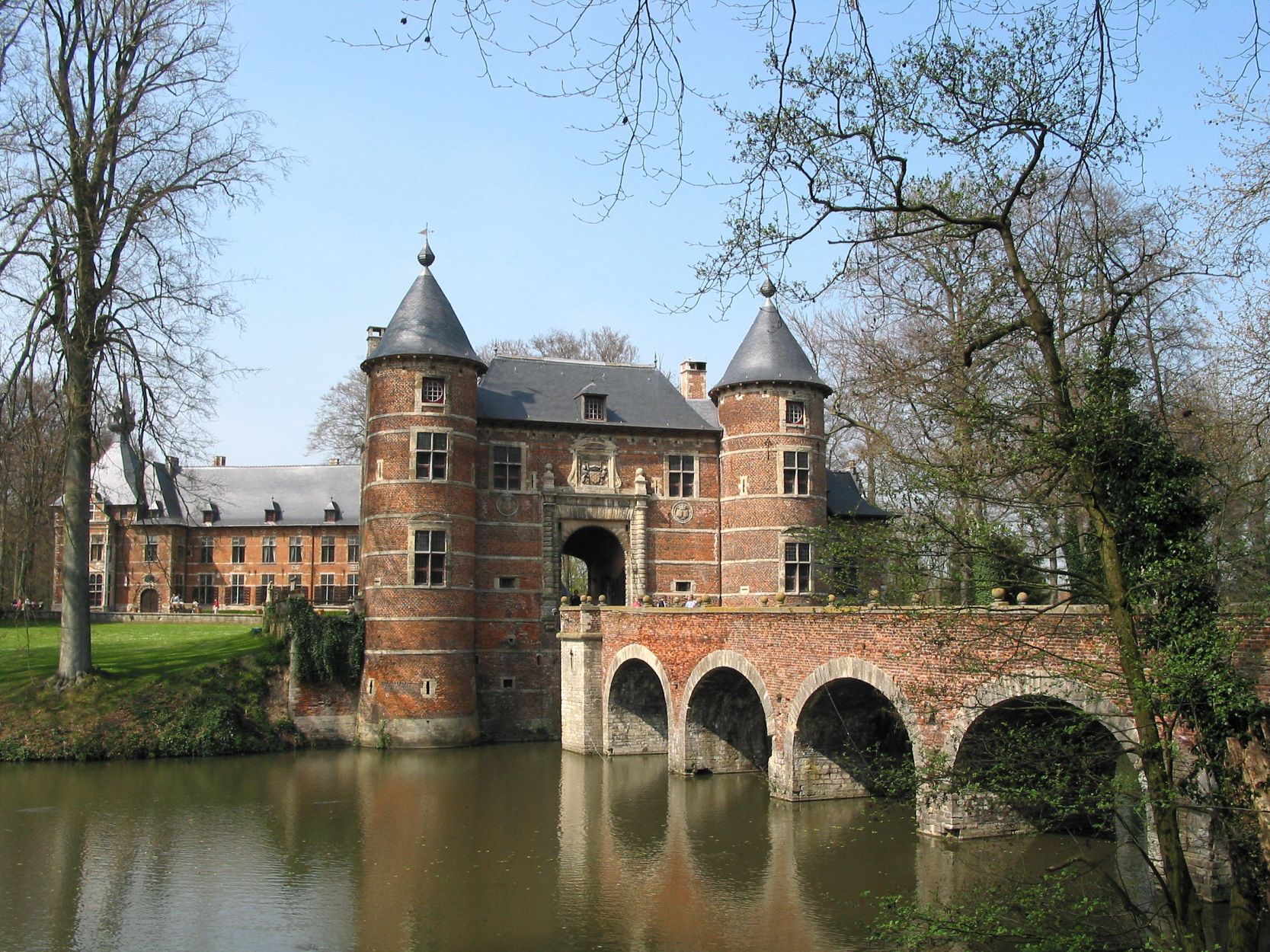
Kasteel van Groot-Bijgaarden
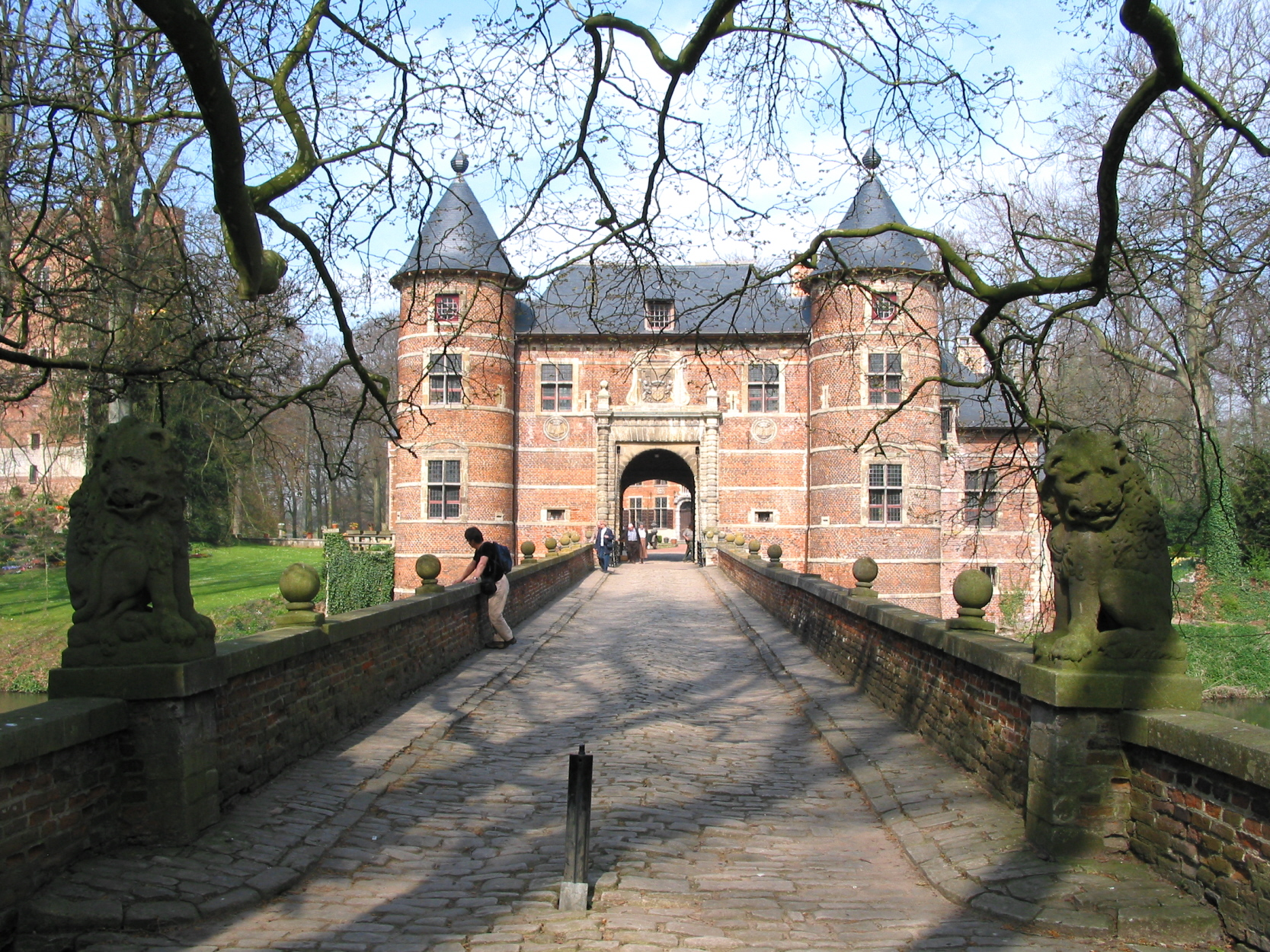
Kasteel van Groot-Bijgaarden
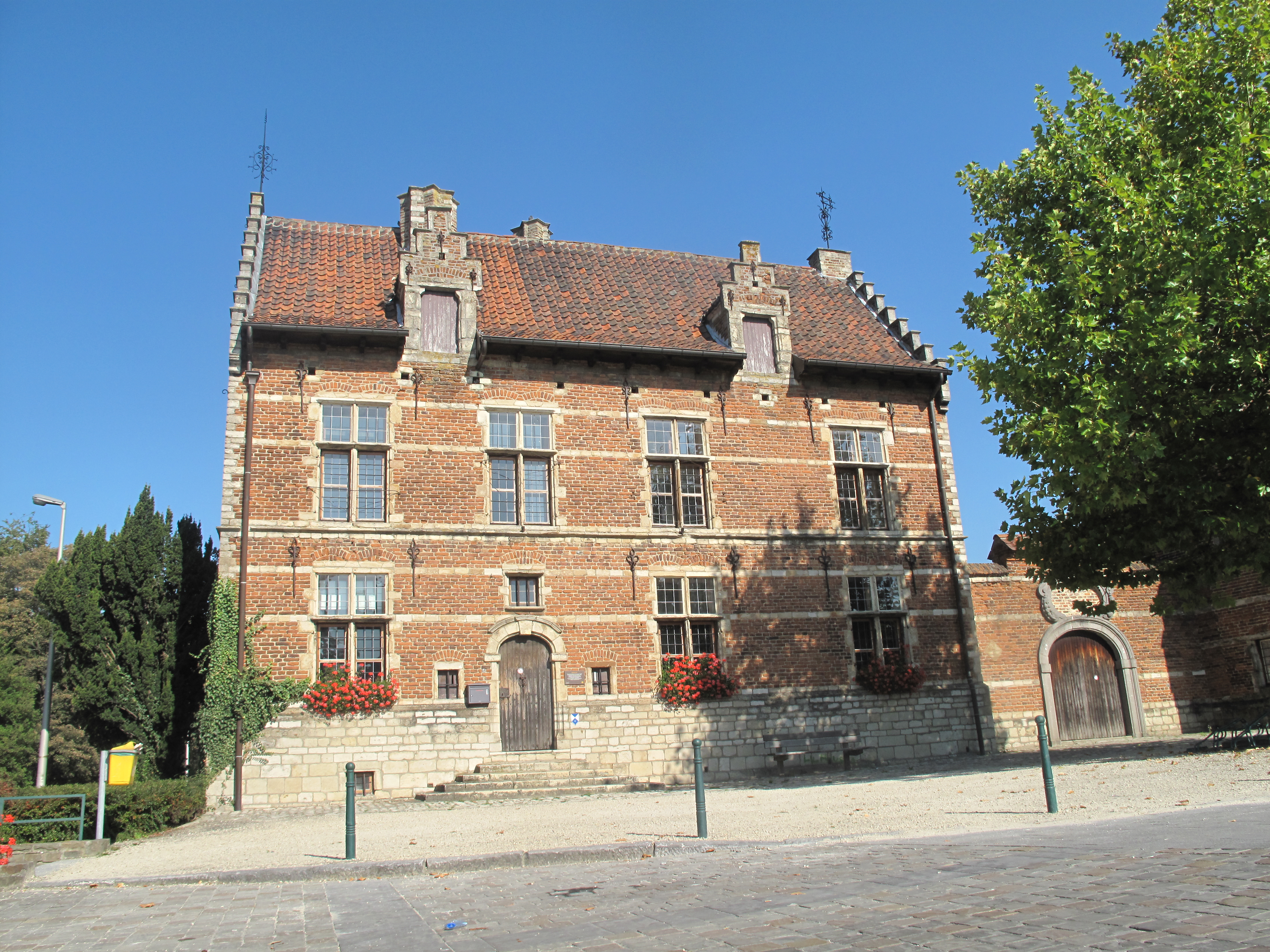
Pampoelhuis
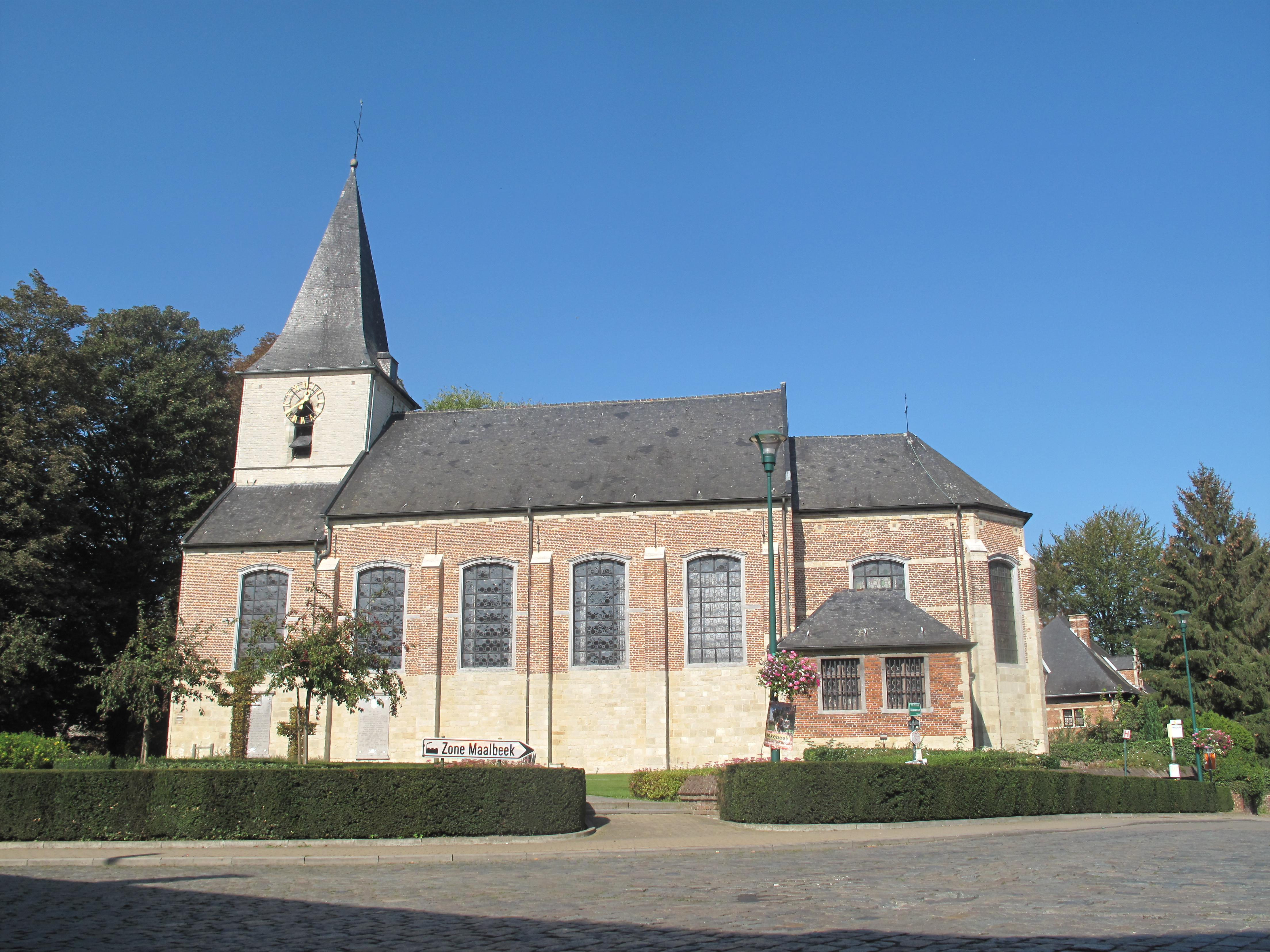
Sint-Egidiuskerk

## Natuur en landschap
Groot-Bijgaarden is sterk verstedelijkt. Het is vastgebouwd aan de Brusselse agglomeratie en wordt doorsneden door autowegen en een spoorlijn. De hoogte bedraagt 35-82 meter. Door Groot-Bijgaarden stroomt de Steenvoordbeek welke ook door de natuurgebieden Wolfsputten en Vallenbos vloeit.

## Demografische ontwikkeling
Groot-Bijgaarden was een zelfstandige gemeente tot aan de gemeentelijke herindeling van 1977.
- Bronnen:NIS, Opm:1831 tot en met 1970=volkstellingen; 1976 = inwoneraantal op 31 december

### Taal
De voertaal in Groot-Bijgaarden is het Nederlands. Daarnaast is er een minderheid Franstaligen woonachtig in de gemeente.

### Televisie
In het kasteel van Groot-Bijgaarden vonden opnamen van de Nederlands/Vlaamse jeugdsoapserie Het Huis Anubis plaats.

### Verenigingen
Groot-Bijgaarden heeft twee chirogroepen en een scoutsgroep 'De Pelgrims', die jaarlijks op de eerste zaterdag van mei een grote barbecue organiseren.

## Mobiliteit

### Openbaar vervoer
Groot-Bijgaarden heeft een station aan spoorlijn 50 tussen Brussel, Aalst en Gent, die door de gemeente loopt. Ze is ook aangesloten op het netwerk van de MIVB via tramlijn 19 en er passeren verschillende bussen van De Lijn:
- 129: Dilbeek Zuurweide - Brussel-Noord
- 136: Alsemberg - Brussel-Noord
- 355: Liedekerke - Ternat - Brussel-Noord
- 571: Dilbeek - Sint-Pieters-Leeuw - Halle (Schoolbus)
- 810: Jette - Dilbeek - Ruisbroek - Halle
- 820: Zaventem - Dilbeek.

### Wegennet
De gemeente heeft nationaal een zekere naamsbekendheid gekregen door de aanwezigheid van het zogenaamde knooppunt Groot-Bijgaarden. Dit is het aanknopingspunt van de E40 aan de Brusselse Ring (R0), waar zich regelmatig verkeersproblemen voordoen.

## Economie
In de industriezone Gosset is onder andere het mediabedrijf Vlaams Mediahuis gevestigd. De hoofdzetel van Puratos is gevestigd in Groot-Bijgaarden.

## Folklore
- De Sint-Wivinaprocessie wordt gehouden op de even jaren ter ere van Wivina van Bijgaarden

## Onderwijs
Basisonderwijs
- Basisschool Groot-Bijgaarden
- Wivinaschool (vroeger Broederschool)

Secundair onderwijs
- Don Bosco Groot-Bijgaarden (vroeger het Maria Mazzarello Instituut)

## Sport
- Handbalploeg G.B.S.K.
- Basketbalploeg B.C. Groot-Bijgaarden (BCGB)
- Volleybalploeg V.C. Groot-Bijgaarden (VCGB)

- Het dorp had ook een voetbalclub, VC Groot-Bijgaarden, die in 2013 fuseerde met Dilbeek Sport, om zo VC Groot Dilbeek te vormen

## Bekende inwoners
- Laurent-Benoît Dewez
- Raymond Pelgrims de Bigard
- Paul Ricour

## Nabijgelegen kernen
Dilbeek, Sint-Agatha-Berchem, Zellik, Sint-Ulriks-Kapelle, Sint-Martens-Bodegem, Itterbeek